# Непрерывная дробь
Непрерывная дробь (или цепная дробь) — это конечное или бесконечное математическое выражение вида
{\displaystyle [a_{0};a_{1},a_{2},a_{3},\cdots ]=a_{0}+{\cfrac {1}{a_{1}+{\cfrac {1}{a_{2}+{\cfrac {1}{a_{3}+\ldots }}}}}},}
где {\displaystyle a_{0}} есть целое число, а все остальные {\displaystyle a_{n}} — натуральные числа (положительные целые). При этом числа {\displaystyle a_{0},a_{1},a_{2},a_{3},\dots } называются неполными частными или элементами цепной дроби.
Любое вещественное число можно представить в виде цепной дроби (конечной или бесконечной).
Число представляется конечной цепной дробью тогда и только тогда, когда оно рационально.
Главное (но далеко не единственное) назначение непрерывных дробей состоит в том, что они позволяют находить хорошие приближения вещественных чисел в виде обычных дробей. Непрерывные дроби широко используются в теории чисел и вычислительной математике, а их обобщения оказались чрезвычайно полезны в математическом анализе и других разделах математики. Используются также в физике, небесной механике, технике и других прикладных сферах деятельности.

## Разложение в цепную дробь
Любое вещественное число {\displaystyle x} может быть представлено (конечной или бесконечной, периодической или непериодической) цепной дробью {\displaystyle [a_{0};a_{1},a_{2},a_{3},\ldots ]}, где
{\displaystyle a_{0}=\lfloor x\rfloor ,\quad x_{0}=x-a_{0},}
{\displaystyle a_{1}=\left\lfloor {\frac {1}{x_{0}}}\right\rfloor ,\quad x_{1}={\frac {1}{x_{0}}}-a_{1},}
{\displaystyle \dots }
{\displaystyle a_{n}=\left\lfloor {\frac {1}{x_{n-1}}}\right\rfloor ,\quad x_{n}={\frac {1}{x_{n-1}}}-a_{n},}
{\displaystyle \dots }
где {\displaystyle \lfloor x\rfloor } обозначает целую часть числа {\displaystyle x}.
Для рационального числа {\displaystyle x} это разложение оборвётся по достижении нулевого {\displaystyle x_{n}} для некоторого {\displaystyle n}. В этом случае {\displaystyle x} представляется конечной цепной дробью {\displaystyle x=[a_{0};a_{1},\ldots ,a_{n}]}. Эффективным алгоритмом для преобразования обычной дроби в цепную является алгоритм Евклида. Представление рационального числа в виде непрерывной дроби неоднозначно: если приведённый здесь алгоритм даёт непрерывную дробь {\displaystyle [\dots ,a_{n}]}, то непрерывная дробь {\displaystyle [\dots ,a_{n}-1,1]} соответствует тому же самому числу.
Для иррационального {\displaystyle x} все величины {\displaystyle x_{n}} будут ненулевыми и процесс разложения можно продолжать бесконечно. В этом случае {\displaystyle x} представляется бесконечной цепной дробью {\displaystyle x=[a_{0};a_{1},a_{2},a_{3},\ldots ]}. Если последовательность {\displaystyle [a_{0};a_{1},a_{2},a_{3},\ldots ]} состоит из бесконечно повторяющегося набора одних и тех же чисел (периода), то цепная дробь называется периодической. Число представляется бесконечной периодической цепной дробью тогда и только тогда, когда оно является квадратичной иррациональностью, то есть иррациональным корнем квадратного уравнения с целыми коэффициентами.

## Подходящие дроби
n-й («энной») подходящей дробью для цепной дроби {\displaystyle x=[a_{0};a_{1},a_{2},a_{3},\ldots ]} называется конечная цепная дробь {\displaystyle [a_{0};a_{1},\ldots ,a_{n}]}, значение которой есть некоторое рациональное число {\displaystyle p_{n}/q_{n}}. Подходящие дроби с чётными номерами образуют возрастающую последовательность, предел которой равен {\displaystyle x}. Аналогично, подходящие дроби с нечётными номерами образуют убывающую последовательность, предел которой также равен {\displaystyle x}. Таким образом, значение цепной дроби всегда находится между значениями соседних подходящих дробей.
Эйлер вывел рекуррентные формулы для вычисления числителей и знаменателей подходящих дробей:
{\displaystyle p_{-1}=1,\quad p_{0}=a_{0},\quad p_{n}=a_{n}p_{n-1}+p_{n-2};}
{\displaystyle q_{-1}=0,\quad q_{0}=1,\quad q_{n}=a_{n}q_{n-1}+q_{n-2}.}
Таким образом, величины {\displaystyle p_{n}} и {\displaystyle q_{n}} являются полиномами от {\displaystyle a_{0},a_{1},\dots ,a_{n}}, называемыми   континуантами:
{\displaystyle p_{n}=K_{n+1}(a_{0},a_{1},\dots ,a_{n}),}
{\displaystyle q_{n}=K_{n}(a_{1},a_{2},\dots ,a_{n}).}
Последовательности как числителей {\displaystyle \{p_{n}\}}, так и знаменателей {\displaystyle \{q_{n}\}} подходящих дробей являются строго возрастающими.
Числители и знаменатели соседних подходящих дробей связаны соотношением
| {\displaystyle p_{n}q_{n-1}-q_{n}p_{n-1}=(-1)^{n-1}.} | (1) |

Подходящие дроби, как видно из этого соотношения, всегда несократимы. Перепишем соотношение в виде
{\displaystyle {\frac {p_{n}}{q_{n}}}-{\frac {p_{n-1}}{q_{n-1}}}={\frac {(-1)^{n-1}}{q_{n-1}q_{n}}}.}
Отсюда следует, что
{\displaystyle \left|x-{\frac {p_{n-1}}{q_{n-1}}}\right|<{\frac {1}{q_{n-1}q_{n}}}<{\frac {1}{q_{n-1}^{2}}}.}

## Приближение вещественных чисел рациональными
Цепные дроби позволяют эффективно находить хорошие рациональные приближения вещественных чисел. А именно, если вещественное число {\displaystyle x} разложить в цепную дробь, то её подходящие дроби будут удовлетворять неравенству
{\displaystyle \left|x-{\frac {p_{n}}{q_{n}}}\right|<{\frac {1}{q_{n}^{2}}}.}
Следствия:
1. Подходящая дробь {\displaystyle p_{n}/q_{n}} является наилучшим приближением исходного числа среди всех дробей, знаменатель которых не превосходит {\displaystyle q_{n}.}
2. Мера иррациональности любого иррационального числа не меньше 2.

### Примеры
Разложим число {\displaystyle \pi =3{,}14159265\dots } в непрерывную дробь и подсчитаем его подходящие дроби:
{\displaystyle 3,\ {\frac {22}{7}},\ {\frac {333}{106}},\ {\frac {355}{113}},\ {\frac {103993}{33102}},\ \dots }
Вторая подходящая дробь {\displaystyle 22/7} — это известное архимедово приближение. Четвёртая подходящая дробь {\displaystyle 355/113} была впервые получена в Древнем Китае.

### Свойства золотого сечения
Ниже приведено разложение золотого сечения:
{\displaystyle \Phi =[1;1,1,1,\dots ].}
Интересный результат, который следует из того, что выражение непрерывной дроби для {\displaystyle \Phi } не использует чисел, больших 1, состоит в том, что {\displaystyle \Phi } является одним из самых «плохо» приближаемых чисел. Точнее, теорема Гурвица утверждает, что любое действительное число {\displaystyle r} может быть приближено дробью {\displaystyle m/n} так, что
{\displaystyle \left|r-{\frac {m}{n}}\right|<{\frac {1}{n^{2}{\sqrt {5}}}}.}
Хотя практически все действительные числа {\displaystyle r} имеют бесконечно много приближений {\displaystyle m/n}, которые находятся на значительно меньшем расстоянии от {\displaystyle r}, чем эта верхняя граница, приближения для {\displaystyle \Phi } (то есть чи́сла 5/3, 8/5, 13/8, 21/13 и т. д.) в пределе достигают этой границы, удерживая расстояние на почти точно {\displaystyle 1/(n^{2}{\sqrt {5}})} от {\displaystyle \Phi }, тем самым никогда не создавая столь хорошие приближения как, к примеру, 355/113 для π. Можно показать, что этим свойством обладает любое действительное число вида {\displaystyle (a+b\Phi )/(c+d\Phi )}, где {\displaystyle a,b,c} и {\displaystyle d} являются целыми числами, причём {\displaystyle ad-bc=\pm 1}; а также, что все остальные действительные числа могут быть приближены намного лучше.

## Свойства и примеры
- Любое рациональное число может быть представлено в виде конечной цепной дроби двумя способами, например:
{\displaystyle 9/4=[2;3,1]=[2;4].}
- Теорема Лагранжа: Число представляется в виде бесконечной периодической цепной дроби тогда и только тогда, когда оно является иррациональным решением квадратного уравнения с целыми коэффициентами.

Например:
{\displaystyle {\sqrt {2}}=[1;2,2,2,2,\dots ],}
{\displaystyle {\sqrt {42}}=[6;2,12,2,12,2,12\dots ],}
золотое сечение {\displaystyle \Phi =[1;1,1,1,\dots ].}
- Теорема Гаусса — Кузьмина: почти для всех (кроме множества меры нуль) вещественных чисел распределение элементов соответствующих им цепных дробей подчиняется статистике Гаусса — Кузьмина; в частности, существует среднее геометрическое всех элементов, и оно равно постоянной Хинчина.
- Теорема Маршалла Холла. Если в разложении числа {\displaystyle x} в непрерывную дробь, начиная со второго элемента не встречаются числа большие {\displaystyle n}, то говорят, что число {\displaystyle x} относится к классу {\displaystyle F(n)}. Любое вещественное число может быть представлено в виде суммы двух чисел из класса {\displaystyle F(4)} и в виде произведения двух чисел из класса {\displaystyle F(4).}[7] В дальнейшем было показано, что любое вещественное число может быть представлено в виде суммы трёх чисел из класса {\displaystyle F(3)} и в виде суммы четырёх чисел из класса {\displaystyle F(2)}. Количество требуемых слагаемых в этой теореме не может быть уменьшено — для представления некоторых чисел указанным образом меньшего количества слагаемых недостаточно[8][9].

## Открытые проблемы
Предпринимались попытки найти закономерности в разложениях в непрерывную дробь кубических иррациональностей, а также других алгебраических чисел степени, большей 2, и трансцендентных чисел. Для некоторых трансцендентных чисел можно найти простую закономерность. Например, основание натурального логарифма представимо в виде
{\displaystyle e=[2;1,2,1,1,4,1,1,6,1,1,8,\ldots ,1,1,2n-2,1,1,2n,\ldots ],}
а тангенс угла в 1 радиан — в виде
{\displaystyle \operatorname {tg} 1=[1;1,1,3,1,5,1,7,\ldots ,1,2n+1,1,2n+3,\ldots ].}
У числа {\displaystyle \pi } простой закономерности не видно:
{\displaystyle \pi =[3;7,15,1,292,1,1,1,2,1,3,1,14,2,1,1,2,2,2,2,1,84,2,1,1,15,\dots ]}
Однако для обобщённой непрерывной дроби (см. ниже раздел Вариации и обобщения) прослеживается ясная закономерность.
Неизвестно, ограничены ли сверху неполные частные разложения таких чисел, как {\displaystyle {\sqrt[{3}]{2}}} или {\displaystyle \pi }.

## Приложения цепных дробей

### Теория календаря
При разработке солнечного календаря необходимо найти рациональное приближение для числа дней в году, которое равно 365,2421988… Подсчитаем подходящие дроби для дробной части этого числа:
{\displaystyle {\frac {1}{4}};\ {\frac {7}{29}};\ {\frac {8}{33}};\ {\frac {31}{128}};\ {\frac {132}{545}}\cdots }
Первая дробь означает, что раз в 4 года надо добавлять лишний день; этот принцип лёг в основу юлианского календаря. При этом ошибка в 1 день накапливается за 128 лет. Второе значение (7/29) никогда не использовалось, поскольку оно мало отличается от следующего, гораздо более точного. Третья дробь (8/33), то есть 8 високосных лет за период в 33 года, была предложена Омаром Хайямом в XI веке и положила начало персидскому календарю, в котором ошибка в день накапливается за 4500 лет (в григорианском — за 3280 лет). Очень точный вариант с четвёртой дробью (31/128, ошибка в сутки накапливается только за 100000 лет) пропагандировал немецкий астроном Иоганн фон Медлер (1864 год), однако большого интереса он не вызвал.

### Теория музыки
В теории музыки при построении равномерно темперированного строя требуют, чтобы интервал октавы {\displaystyle 2:1} делился на {\displaystyle n} равных частей, и при этом интервал из {\displaystyle m} таких частей был по возможности близок к интервалу квинты {\displaystyle 3:2}. Эти требования приводят к задаче отыскания рационального приближения для {\displaystyle \log _{2}1{,}5\approx 0{,}585}. Третья подходящая дробь {\displaystyle 3/5} даёт равномерно темперированную пентатонику. Четвёртая подходящая дробь {\displaystyle 7/12} приводит к классическому делению октавы на 12 равных полутонов.

### Решение сравнений первой степени
Рассмотрим сравнение: {\displaystyle ax\equiv b{\pmod {m}}}, где {\displaystyle a,\ b} известны, причём можно считать, что {\displaystyle a} взаимно просто с {\displaystyle m}. Надо найти {\displaystyle x}.
Разложим {\displaystyle {\frac {m}{a}}} в непрерывную дробь. Она будет конечной, и последняя подходящая дробь {\displaystyle {\frac {p_{n}}{q_{n}}}={\frac {m}{a}}}. Подставим в формулу (1):
{\displaystyle mq_{n-1}-ap_{n-1}=(-1)^{n-1}.}
Отсюда вытекает:
{\displaystyle ap_{n-1}\equiv (-1)^{n}{\pmod {m}},}
или
{\displaystyle \ a(-1)^{n}p_{n-1}\equiv 1{\pmod {m}}.}
Вывод: класс вычетов {\displaystyle x\equiv (-1)^{n}p_{n-1}b{\pmod {m}}} является решением исходного сравнения.

### Другие приложения
- Доказательство иррациональности чисел. Например, с помощью цепных дробей была доказана иррациональность значения дзета-функции Римана {\displaystyle \zeta (3)} (константа Апери)
- Решение в целых числах уравнения Пелля[18]: {\displaystyle \;x^{2}-ny^{2}=1\;} и других уравнений диофантова анализа
- Определение заведомо трансцендентного числа (см. теорема Лиувилля)
- Алгоритмы факторизации SQUFOF и CFRAC.
- Характеристика ортогональных многочленов
- Характеристика устойчивых многочленов

## Вариации и обобщения
Ряд источников дают обобщённое определение непрерывной дроби, допуская для числителей в её звеньях не только 1, но и другие целые (в некоторых источниках допускаются даже комплексные) числа:
{\displaystyle [a_{0};a_{1},a_{2},a_{3},\dots ]=a_{0}+{\cfrac {b_{1}}{a_{1}+{\cfrac {b_{2}}{a_{2}+{\cfrac {b_{3}}{a_{3}+\ldots }}}}}}.}
Это обобщение повышает гибкость теории, но имеет два недостатка: разложение вещественного числа в непрерывную дробь становится неоднозначным и, кроме того, существование предела подходящих дробей уже не гарантировано — предел может быть бесконечен или вообще отсутствовать.
Для обобщённых непрерывных дробей формулы Эйлера имеют вид:
{\displaystyle p_{-1}=1,\quad p_{0}=a_{0},\quad p_{n}=a_{n}p_{n-1}+b_{n}p_{n-2};}
{\displaystyle q_{-1}=0,\quad q_{0}=1,\quad q_{n}=a_{n}q_{n-1}+b_{n}q_{n-2}.}
При этом
{\displaystyle p_{n}q_{n-1}-q_{n}p_{n-1}=(-1)^{n-1}b_{1}b_{2}\dots b_{n}.}
Частный случай, в котором все {\displaystyle b_{n}=-1}, называется непрерывной дробью Хирцебруха.
Выше было сказано, что разложение числа {\displaystyle \pi } в классическую непрерывную дробь не содержит видимой закономерности. Для обобщённой же непрерывной дроби имеет место формула Браункера:
{\displaystyle {\frac {\pi }{4}}={\cfrac {1}{1+{\cfrac {1^{2}}{2+{\cfrac {3^{2}}{2+{\cfrac {5^{2}}{2+{\cfrac {7^{2}}{2+{\cfrac {9^{2}}{2+\ddots }}}}}}}}}}}}}
Другое направление обобщения состоит в построении и применении аппарата непрерывных дробей не для чисел, а для многочленов — используется тот факт, что делимость многочленов по своим свойствам близка к делимости целых чисел. Всякий многочлен или дробно-рациональная функция может быть разложена в непрерывную дробь:
{\displaystyle {\cfrac {b_{1}}{a_{1}+{\cfrac {b_{2}x}{a_{2}+{\cfrac {b_{3}x}{a_{3}+\ldots }}}}}}.}
Пример: получим разложение для функции {\displaystyle f(x)={\frac {1-x}{1-5x+6x^{2}}}}:
{\displaystyle f(x)={\cfrac {1}{1-{\cfrac {4x}{1-{\cfrac {2x}{-4+6x}}}}}}.}
Можно установить соответствие между непрерывными дробями и углами на решётках на плоскости. В связи с этим существуют различные варианты «многомерных непрерывных дробей».

## Историческая справка
Античные математики умели представлять отношения несоизмеримых величин в виде цепочки последовательных подходящих отношений, получая эту цепочку с помощью алгоритма Евклида. По-видимому, именно таким путём Архимед получил приближение {\displaystyle {\sqrt {3}}\approx {\frac {1351}{780}}} — это 12-я подходящая дробь для {\displaystyle {\sqrt {3}}} или одна треть от 4-й подходящей дроби для {\displaystyle {\sqrt {27}}}.
В V веке индийский математик Ариабхата применял аналогичный «метод измельчения» для решения неопределённых уравнений первой и второй степени. С помощью этой же техники было, вероятно, получено известное приближение для числа {\displaystyle \pi } (355/113). 
В XIII веке Ибн аль-Банна извлекал с помощью цепных дробей квадратные корни. В XVI веке это делал Рафаэль Бомбелли (см. его алгоритм).
Начало современной теории цепных дробей положил в 1613 году Пьетро Антонио Катальди. Он отметил основное их свойство (положение между подходящими дробями) и ввёл обозначение, напоминающее современное. Позднее его теорию расширил Джон Валлис, который и предложил термин «непрерывная дробь». Эквивалентный термин «цепная дробь» появился в конце XVIII века.
Применялись эти дроби в первую очередь для рационального приближения вещественных чисел; например, Христиан Гюйгенс использовал их для проектирования зубчатых колёс своего планетария. Гюйгенс уже знал, что подходящие дроби всегда несократимы и что они представляют наилучшее рациональное приближение для исходного числа.
В XVIII веке теорию цепных дробей в общих чертах завершили Леонард Эйлер и Жозеф Луи Лагранж.